# 99 імен Аллаха
99 імен Аллаха (Асма аль-Хусна араб. أسماء الله الحسنى — Прекрасні імена Бога) — у мусульманській традиції вважається, що Аллах має 99 прекрасних імен, що висловлюють його якості. Ці імена повторюються у зікрах
Аллах — так найчастіше називається Бог у Корані та Сунні, в ньому виражені всі божественні імена та атрибути.
1. Ар-Рахман — Милостивий [Коран; (1:3), (20: 108)].
2. Ар-Рагім — Милосердний [(1:3), (2: 37), (3: 31)].
3. Аль-Малік — Цар, Господар всіх творінь [(1: 4), (20:114), (23:116)].
4. Аль-Куддус — Священний [(59:23), (62:1)].
5. Ас-Салям — Миротворець (59:23).
6. Аль-Мумін — Захисник (59:23).
7. Аль-Мугаймін — Хранитель (59:23).
8. Аль-Азіз — Великий [(3:4), (5: 95), (39: 37)].
9. Аль-Джаббар — Могутній (59: 23).
10. Аль-Мутакаббір — Піднесений, той, що підноситься над створеним світом (59:23).
11. Аль-Халік — Творець усього сущого [(6:102), (13:16), (39:62), (40:62), (59:24)].
12. Аль-Барі — Той, що сотворив світ завдяки своїй могутності без будь-яких зусиль (59:24).
13. Аль-Мусаввір — Творець досконалих і неповторних образів (59:24).
14. Аль-Гаффар — Той, що вибачає [(20:82), (38:66), (40:42)].
15. Аль-Каггар — Володар скрушної сили, що знищує [(13:16), (14:48), (38:65), (40:16)].
16. Аль-Ваггаб — Той, що дарує щедроти [(3:8), (38:9), (38:35)].
17. Ар-Раззак — Той, що дає прожиток кожній живій істоті (51:58).
18. Аль-Фаттах — Той, що полегшує справи і вирішує всі проблеми (34:26).
19. Аль-Алім — Всезнаючий [(2:255), (3:92), (57:6)].
20. Аль-Кабід — Звужуючий (той, що зменшує) блага тому, кому побажає (2:245).
21. Аль-Басіт — Той, що щедро роздає блага (2:245).
22. Аль-Хафід — Той, що знищує грішників (56:1-3).
23. Ар-Рафі — Той, що підносить віруючих (56:1-3).
24. Аль-Муїзз — Даруючий владу (3:26).
25. Аль-Музілль — Той, що віднімає владу (3:26).
26. Ас-Самі — Здатний абсолютно все чути [(2:127), (3:35), (49:1)].
27. Аль-Басір — Всевидячий. [(2: 96), (2: 110), (3:15)].
28. Аль-Хакам — Суддя, всі рішення, якого справедливі [(6:62), (22:69)].
29. Аль-Адль — Справедливий. (6:115).
30. Аль-Лятіф — Добрий [(6:103), (31:16), (64:14)].
31. Аль-Хабір — Обізнаний [(6:18), (34:1), (63:11)].
32. Аль-Халім — Той, що пробачає [(2:225), (17:44), (35:41)].
33. Аль-Азім — Великий [(2:255), (42:4), (56:96)].
34. Аль-Гафур — Той, що пробачає людям гріхи, не зважаючи на їх численність [(5: 101), (8:69), (16:110)].
35. Аш-Шакур — Вдячний [(35:34), (42:23), (64:17)].
36. Аль-Алійй — Найвищий, Піднесений [(31:30), (42:51), (87:1)].
37. Аль-Кабір — Великий [(4: 34), (31:30), (40:12)].
38. Аль-Хафіз — Захисник.
39. Аль-Мукіт — Той, що дає допомогу, силу тілу та душі (4:85).
40. Аль-Хасіб — Той, що веде облік [(4:6) (4:86) (33:39)].
41. Аль-Джаліль — Величний.
42. Аль-Карім — Щедрий [(23:116), (27:40), (82: 6-7)].
43. Ар-Ракіб — Наглядач, Страж [(4:1), (33: 525)].
44. Аль-Муджіб — Чуйний (11:61).
45. Аль-Васі — Всеохопний [(2:247), (3:73), (5:54)].
46. Аль-Хакім — Мудрий [(2:129), (31:27), (66:2)].
47. Аль-Вадуд — Люблячий [(11:90), (85:14)].
48. Аль-Меджід — Славний [(11:73), (85: 15)].
49. Аль-Баїс — Той, що воскрешає свої творіння у день Страшного суду (22:7).
50. Аш-Шахід — Свідок. [(4:79), (4:166), (22:17), (41:53), (48:28)].
51. Аль-Хакк — Істинний [(6:62), (23:116), (31:30)].
52. Аль-Вакіль — Розпорядник, Поручитель [(3:173), (4:171), (33:3)].
53. Аль-Каві — Сильний, Могутній [(22:40), (22:74), (42:19)].
54. Аль-Матін — Могутній (51:58).
55. Аль-Валі — Помічник, Покровитель, Захисник, Опікун [(4:45), (7:196), (45:19)].
56. Аль-Хамід — Преславний, Гідний похвали [(14:1), (31:12), (41:42)].
57. Аль-Мухсії — Знаючий все до єдиного (58:6).
58. Аль-Мубді — Той, що розпочинає всяке творіння, від початку творить всесвіт [(10:4), (10:34), (27:64)].
59. Аль-Муїд — Той, що воскрешає після смерті [(10:4), (10:34), (27:64)].
60. Аль-Мух'ї — Той, що оживлює, здатний оживити після смерті [(2:28), (3:156), (7:158)].
61. Аль-Муміт — Той, що умертвляє [(3:156), (7:158), (15:23)].
62. Аль-Хаїй — Живий [(2:255), (3:2), (20:111), (40:65)].
63. Аль-Кайюм — Сущий [(2: 255), (3:2), (20:111)]. Творець, що не має ні початку, ні кінця.
64. Аль-Ваджід — Сущий і творець світобудови.
65. Аль-Маджид — Прославлений, Розкішний. [(85:15), (11:73)].
66. Аль-Вахід — Єдиний, не має собі подібних і рівних [(2:163), (5:73), (9:31), (18:110), (37:4), (13:16), (112:1)].
67. Аль-Ахад — Єдиний, неділимий.
68. Ас-Самад — Вічний (112:1).
69. Аль-Кадір — Здатний зробити абсолютно все [(6:65), (36:81), (46:33), (75:40), (86:8), (17:99)].
70. Аль-Муктадір — Могутній [(18:45), (54:42), (54:55)], у якого вистачить сили абсолютно для всього.
71. Аль-Мукаддім — Той, що висувається вперед.
72. Аль-Муаххір — Той, що віддаляє від себе все негідне (71:4).
73. Аль-Авваль — Перший, Передвічний (57: 3).
74. Аль-Ахір — Останній (57:3). Після Аллаха не може існувати нічого.
75. Аз-Загір — Явний (57: 3).
76. Аль-Батін — Прихований, Таємний, Неосяжний (57: 3).
77. Аль-Валі — Правитель [(13:11), (42:9)].
78. Аль-Мутаал — Найвищий, той, що не має подоби у створеному світі (13:9).
79. Аль-Барр — Милостивий (52:28).
80. Ат-Тавваб — Той, що дозволяє своїм рабам розкаятись і приймає покаяння [(9: 104), (40:3)].
81. Аль-Мунтакім — Месник [(32:22), (43:41), (44:16)].
82. Аль-Афув — Той, що прощає [(58: 2), (4:99), (4:149)].
83. Ар-Рауф — Лагідний, Благий [(24:20), (57:9), (59:10)].
84. Малік аль-Мульк — Цар царства, пан своїх володінь (3:26).
85. Зу'ль-Джалалі валь-Ікрам — Володар слави та пошани (55: 78).
86. Аль-Муксіт — Той, що встановлює та здійснює справедливий порядок.
87. Аль-Джаамі — Той, що збирає людей на суд наприкінці часів (3:9).
88. Аль-Гані — Істинний Володар багатства [(2:263), (9:28), (35:15)].
89. Аль-Маджід — Той, що володіє безмежною великодушністю.
90. Аль-Мані — Той, від повелінь якого залежить порядок у всесвіті.
91. Ад-Дарр — Творець шкідливих речей, різноманітних випробувань.
92. Ан-Нафі — Творець всього хорошого та корисного.
93. Ан-Нур — Світло небес і землі. Той, що дарує світло віри (24:35).
94. Аль-Гаді — Той, що веде істинним шляхом (10: 35).
95. Аль-Баді — Творець, що створив все суще із нічого [(2:117)].
96. Аль-Бакі — Незнищенний [(28: 88), (55:27)].
97. Аль-Варіс — Істинний Володар всього сущого (15:23).
98. Ар-Рашід — Той, що вказує на шлях істини (11:87).
99. Ас-Сабур — Терпеливий (8:46).